# Héros de la Résistance
Les Héros de la Résistance est une série de vingt-trois timbres commémoratifs émis par la poste française de 1957 à 1961. Elle honore vingt-six résistants morts pendant l'Occupation de la France entre 1940 et 1945 et un déporté résistant survivant de camp de concentration nazi Edmond Debeaumarché mort en 1959.
Parmi les vingt-six résistants, deux sont des religieux catholiques et trois sont des femmes.

## Description
Même si les timbres ont été dessinés et gravés par différents artistes, ils conservent une mise en page semblable. Chacun représente le portrait du résistant entouré de deux faisceaux de blé verticaux, d'une couleur différente des mentions et des faisceaux. En haut figure la mention « Héros de la Résistance ». La valeur faciale se trouve au bas du portrait à droite ; puis sont donnés les noms et dates des personnages, puis le nom du pays « République française - Postes ».

## Les séries
Les timbres sont présentés par année et ordre croissant des valeurs faciales. Si le dessinateur et le graveur sont deux personnes différentes, le premier figure sur la ligne du haut.

### Série de 1957
Les cinq timbres de la première série sont émis le 20 mai 1957 et retirés de la vente le 14 septembre suivant. Leurs usages postaux changent avec la modification des tarifs le 1er juillet 1957. Parmi les cinq, deux étaient « postiers ».
| Valeur faciale (en ancien franc) | Résistant                 | Dessinateur et graveur     | Couleurs (Portrait puis cadre) | Usages postaux et commentaires                           |
| -------------------------------- | ------------------------- | -------------------------- | ------------------------------ | -------------------------------------------------------- |
| 8 F                              | Jean Moulin               | René Cottet                | brun-lilas                     | Premier président du Conseil national de la Résistance.  |
| 10 F                             | Honoré d'Estienne d'Orves | Albert Decaris             | Outre-mer et noir              | Officier de Marine.                                      |
| 12 F                             | Robert Keller             | Paul Lemagny Pierre Munier | vert foncé et bistre           | Ingénieur en télécommunications, organisa la Source K.   |
| 18 F                             | Pierre Brossolette        | André Spitz Henry Cheffer  | noir et violet                 | Personnalité politique et chef de mouvements résistants. |
| 20 F                             | Jean-Baptiste Lebas       | Robert Cami                | bleu et bleu-vert              | Maire de Roubaix et ancien ministre des PTT.             |

### Série de 1958
Les quatre timbres de la deuxième série sont émis le 21 avril 1958 et retirés de la vente le 18 octobre suivant.
| Valeur faciale (en ancien franc) | Résistant          | Dessinateur et graveur       | Couleurs (Portrait puis cadre) | Usages postaux et commentaires                                  |
| -------------------------------- | ------------------ | ---------------------------- | ------------------------------ | --------------------------------------------------------------- |
| 8 F                              | Jean Cavaillès     | Albert Decaris               | brun-noir et violet            | Philosophe et mathématicien, membre du mouvement Libération.    |
| 12 F                             | Fred Scamaroni     | Albert Decaris Jean Pheulpin | vert-bleu et bleu clair        | Officier.                                                       |
| 15 F                             | Simone Michel-Lévy | Albert Decaris               | gris et brun                   | Agent des PTT, dirigeante des Forces françaises de l'intérieur. |
| 20 F                             | Jacques Bingen     | Albert Decaris Jean Pheulpin | bleu foncé et olive            | Membre du Comité français de Libération nationale en zone sud.  |

### Série de 1959
Les cinq timbres de la troisième série sont émis le 27 avril 1959 et retirés de la vente le 18 septembre suivant. 
Cette série comprend le seul timbre honorant cinq résistants en même temps : les Cinq Martyrs du lycée Buffon : Jean Arthus, Jacques Baudry, Pierre Benoit, Pierre Grelot et Lucien Legros.
| Valeur faciale (en ancien franc) | Résistant                    | Dessinateur et graveur       | Couleurs (Portrait puis cadre) | Usages postaux et commentaires                           |
| -------------------------------- | ---------------------------- | ---------------------------- | ------------------------------ | -------------------------------------------------------- |
| 15 F                             | Cinq Martyrs du lycée Buffon | Raoul Serres                 | gris-noir et violet            | Organisateurs d'un groupe patriotique dans leur lycée.   |
| 15 F                             | Yvonne Le Roux               | Jean Pheulpin                | lilas et lilas-rose            | Membre du réseau Johnny de Brest, déporté à Ravensbrück. |
| 20 F                             | Gilbert Médéric-Védy         | Raoul Serres Robert Cami     | bleu-vert et vert              | Résistant de Cherbourg.                                  |
| 20 F                             | Louis Martin-Bret            | Raoul Serres Charles Mazelin | brun clair et brun-orange      | Chef de mouvements dans les Alpes.                       |
| 30 F                             | Gaston Moutardier            | Raoul Serres Pierre Munier   | violet foncé et lilas-rose     | Organisateur d'un réseau au sein des PTT de la Somme.    |

### Série de 1960
Les cinq timbres de la quatrième série sont émis le 28 mars 1960 et retirés de la vente le 10 septembre suivant.
| Valeur faciale (en nouveau franc) | Résistant           | Dessinateur et graveur      | Couleurs (Portrait puis cadre) | Usages postaux et commentaires                                                                          |
| --------------------------------- | ------------------- | --------------------------- | ------------------------------ | --- |
| 0,20 F                            | Edmond Debeaumarché | André Spitz Jean Pheulpin   | noir et jaune-olive            | Dirigeant de réseau PTT, déporté, puis militant au sein d'associations de déportés.                     |
| 0,20 F                            | Pierre Masse        | André Spitz René Cottet     | lilas-rose et rose             | Sénateur de confession juive, déporté.                                                                  |
| 0,30 F                            | Maurice Ripoche     | André Spitz Charles Mazelin | lilas et violet                | Résistant parisien.                                                                                     |
| 0,30 F                            | Léonce Vieljeux     | André Spitz Pierre Munier   | bleu et bleu-gris              | Maire de La Rochelle, membre du réseau Alliance.                                                        |
| 0,50 F                            | Abbé René Bonpain   | André Spitz Jean Pheulpin   | brun-rouge et olive            | Vicaire à Rosendael, près de Dunkerque, il organise le passage de personnes vers les forces françaises. |

### Série de 1961
Les quatre derniers timbres de la série Héros de la Résistance sont émis le 24 avril 1961 et retirés de la vente le 14 octobre suivant.
| Valeur faciale (en nouveau franc) | Résistant                                         | Dessinateur et graveur    | Couleurs (Portrait puis cadre) | Usages postaux et commentaires                         |
| --------------------------------- | ------------------------------------------------- | ------------------------- | ------------------------------ | ------------------------------------------------------ |
| 0,20 F                            | Jacques Renouvin                                  | André Spitz René Cottet   | lilas et bleu                  | Avocat, membre du mouvement Combat.                    |
| 0,20 F                            | Lionel Dubray                                     | Charles Mazelin           | bleu et olive                  | Faits de résistance armée dans Paris.                  |
| 0,30 F                            | Paul Gateaud                                      | André Spitz Jean Pheulpin | noir et brun-orange            | Dirigeant du réseau PTT dans l'Ardèche et la Drôme.    |
| 0,30 F                            | Mère Élisabeth de l'Eucharistie (née Élise Rivet) | André Spitz Jean Pheulpin | gris-vert et outremer          | Aide et renseigne la résistance, morte en déportation. |

## Autres timbres
Plusieurs timbres seront émis ensuite sur les Hauts Lieux de la Résistance.
En juin 1993 sont émis deux timbres se-tenant titrés « Martyrs de la résistance » et « Héros de la résistance ». Ils représentent des enfants sur un bas-relief du sculpteur Jeanclos, marqué par les massacres de la Seconde Guerre mondiale.